# Donje Crniljevo
Donje Crniljevo (em cirílico: Доње Срниљево) é uma vila da Sérvia localizada no município de Koceljeva, pertencente ao distrito de Mačva, na região de Tamnava. A sua população era de 815 habitantes segundo o censo de 2011.

## Demografia
| 1948  | 1953  | 1961  | 1971  | 1981  | 1991  | 2002 | 2011 |
| ----- | ----- | ----- | ----- | ----- | ----- | ---- | ---- |
| 1 498 | 1 561 | 1 422 | 1 344 | 1 292 | 1 149 | 981  | 815  |